# Микки Экко
Джон Стивен Саддат (англ. John Stephen Sudduth; род. 1984), более известный как Микки Экко (англ. Mikky Ekko) — американский певец, автор песен и музыкальный продюсер, подписавший контракт с RCA Records. Стал известен в 2013 году, благодаря участию в песне Рианны «Stay».

## Карьера

### 2015—наст. время: Прорыв
В марте 2015 песня Smile из альбома Time была использована в трейлере предстоящего фильма «Бумажные города», основанного на одноимённой книге Джона Грина.
Совместно с пионером электронной музыки Джорджо Мородером Микки записывает песню «Don't Let Go», вошедшую в сольный альбом Мородера Déjà Vu.
С августа 2016 года его песня Watch Me Rise используется в начальной заставке телеканала Sky Sports для матчей английского футбольного турнира — Чемпионшипа.

## Дискография

### Мини-альбомы
| Название      | Детали |
| ------------- | --- |
| Strange Fruit | - Дата релиза: 15 февраля 2009 - Лейбл: Catapult - Формат: Цифровая дистрибуция                                                         |
| Reds          | - Дата релиза: 29 июня 2010 - Лейбл: Colour & Sound Collective - Формат: Цифровая дистрибуция                                           |
| Blues         | - Дата релиза: 14 декабря 2010 (Digital) 7 января 2011 (CD) - Лейбл: Colour & Sound Collective - Формат: Цифровая дистрибуция, CD-сингл |